# Claws, Smoke, Hips and Love
Claws, Smoke, Hips and Love (slovensko Kremplji, dim, boki in ljubezen) je debitantski studijski album slovenskega indie rock glasbenika Samuela Bluesa, izdan 20. oktobra 2013 na njegovem YouTube kanalu.

## Glasba
Album je Blues v celoti napisal, odigral in posnel ter zmiksal sam v svojem domu. Na pesmih igra električno kitaro, bas kitaro, bobne in orglice. Pesmi spominjajo na rock glasbo 1960-ih let.

## Seznam pesmi
Vse pesmi je napisal Samuel Blues.
| Št.             | Naslov                          | Dolžina |
| --------------- | ------------------------------- | ------- |
| 1.              | „Planet Five‟                   | 3:37    |
| 2.              | „Orange Allurance‟              | 3:03    |
| 3.              | „Internal Combustion‟           | 3:22    |
| 4.              | „Hello?!‟                       | 3:42    |
| 5.              | „Macedonian Sunrise‟            | 3:31    |
| 6.              | „Spider on Your Wall‟           | 2:41    |
| 7.              | „Six Strings and Dancing Shoes‟ | 3:03    |
| 8.              | „Goodbye Love‟                  | 3:55    |
| 9.              | „Mountain‟                      | 3:40    |
| 10.             | „My Lost Song‟                  | 3:24    |
| Skupna dolžina: | Skupna dolžina:                 | 32:37   |